# Опилювачі Едему
«Опилювачі Едему» — це другий науково-фантастичний роман Джона Бойда (перший — «Останній зореліт із Землі»), вперше опублікований у твердій обкладинці «Вейбрайт та Таллі» у 1969 році. У романі описуються ботанічні дослідження потенційно розумних, сексуально активних видів рослин, які походять з нещодавно відкритої планети.

## Сюжет
Роман розповідає про дослідження вченими ботаніками рослин, знайдених на новій планеті, яку назвали Планетою Квітів. Головним героєм книги є жінка-цитолог Фреда, яка досліджує на Землі передані їй з Планети Квітів її нареченим Полом Теастоном «тюльпани». Ці дослідження проводяться спільно з біологом Халом Поліно, який був помічником її нареченого та прилетів з цієї планети. Пол вирішив залишитись на Планеті Квітів ще на один цикл для продовження розгадки планети та її квітів. Пізніше до нього приєднується і Фреда, щоб дослідити дивний вплив «тюльпанів» на оточуючих. Головною загадкою, яку розгадують вчені, є те, яким чином опилюються гігантські «орхідеї» (понад 2 метри висотою з обрисами, схожими на людські тіла) та «тюльпани», які ростуть на Планеті Квітів, зважаючи на відсутність на ній комах.
Протягом книги Фреда сексуально «розквітає», що має несподівані наслідки.
В книзі описані політичні процеси, пов'язані з дослідженнями планет та зразків квітів та процеси діяльності науково-дослідних установ.
Назва книги з посиланням на сексуальний контекст була традиційною для видань того часу.
Книга є типовою для автора оскільки всі його книги більшою чи меншою мірою досліджували сексуальну одержимість.

## Видання
| Видавництво                   | Рік        | Формат            | Мова перекладу                   | ISBN/Catalog ID   |
| ----------------------------- | ---------- | ----------------- | -------------------------------- | ----------------- |
| Вейбрайт та Таллі             | 1969       | тверда обкладинка |                                  | 1865              |
| Dell Books                    | 1970       | м'яка обкладинка  |                                  | 440-06996         |
| Клуб наукової фантастики      | 1969, 1972 | тверда обкладинка |                                  | 179               |
| Голланц                       | 1970, 1972 | тверда обкладинка |                                  | 0-575-00460-6     |
| Pan Books                     | 1972       | м'яка обкладинка  |                                  | 0-330-23244-4     |
| Penguin Books                 | 1978       | м'яка обкладинка  |                                  | 0-14-004876-6     |
| Denoë                         | 1971       | м'яка обкладинка  | французька (La planète fleur)    |                   |
| Droemer Knaur                 | 1982       | м'яка обкладинка  | німецька (Die Sirenen von Flora) | 3-426-05746-8     |
| Wildside Press                | 2017       | м'яка обкладинка  |                                  | 978-1-4794-2761-1 |
| Азбука, Терра-Книжнковий клуб | 1996       | тверда обкладинка | російська (Опылители Эдема)      | 5-7684-0188-1     |